# Dryopteris patula
Dryopteris patula là một loài thực vật có mạch trong họ Dryopteridaceae. Loài này được (Sw.) Underw. miêu tả khoa học đầu tiên năm 1893.